# Технический объект
Техни́ческий объе́кт — в технике, предмет, который рассматривается, имеющий несколько значений.
Объектом может выступать сборочная единица, деталь, компонент, элемент, устройство, функциональная единица, оборудование, изделие, система, сооружение.
Объектом может быть аппаратное средство, также может включать в себя программное обеспечение, персонал или их комбинации.

## Общие сведения
Объектом можно называть, как конкретный выделенный предмет, так и один из представителей группы случайно выбранных однотипных объектов.
Объект, который рассматривается как целое без выделения составных частей  называется элементом.
Совокупность взаимосвязанных элементов, рассматриваемых как единое целое и имеющих общие определённые характеристики называется системой, и тоже представляют собой технический объект.

### Цель и назначение технического объекта
В целом, исходя из общего определения объекта можно сказать, что технический объект  — это то, с чем взаимодействует субъект в любой деятельности, в частности связанной с технической средой.
Технические объекты в литературе также называют технические средства. И они в свою очередь применяются для:
- Воздействие на предметы труда;
- Получения, передачи и преобразования энергии;
- Исследования витальных законов;
- Обработки, сбора и хранения информации;
- Управления технологическими процессами;
- Передвижения и связи между другими объектами;
- Создания заранее заданных свойств материалов;
- Обеспечения обороноспособности страны.[2]

### Свойства и функции, выполняемые техническим объектом
- Безотказность
- Ремонтоспособность
- Восстанавливаемость
- Долговечность
- Сохраняемость
- Готовность[1]

Под свойством безотказности понимается возможность непрерывного сохранения способности выполнения необходимых функций в определённом отрезке времени ии наработки в заданных режимах.
По свойством ремонтоспособности подразумевают приспособленность к поддержанию и восстановлению состояния, пригодного для выполнения требуемых функций, путём технического обслуживания и ремонта.
Если объект имеет способность к восстановлению без задействования ремонтных работ, такое свойство называют восстанавливаемостью.
Выполнение необходимых функций в определённом режиме работы и условиях использования объекта до предельного состояния характеризуется свойством долговечности.
Сохраняемость характеризует свойство объекта к выполнению заданных функций после длительного бездействия, транспортировки и др.
Свойство готовности напрямую связано со свойствами безотказности, ремонтопригодности и восстанавливаемости объекта.